# Ozierany Wielkie
Ozierany Wielkie [ɔʑɛˈranɨ ˈvjɛlkʲɛ] est un village polonais de la gmina de Krynki dans le powiat de Sokółka et dans la voïvodie de Podlachie. 